# 通巴亞

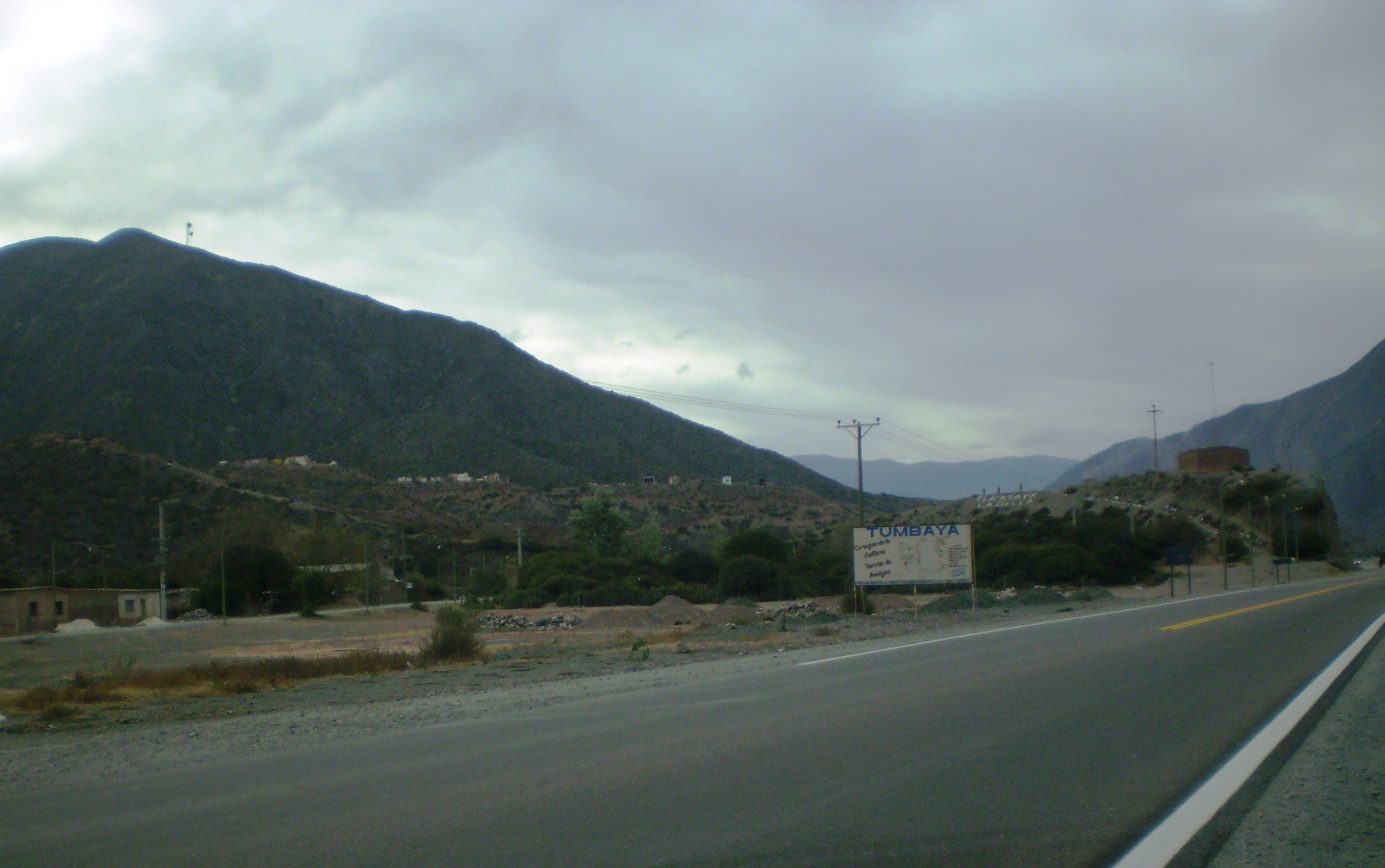

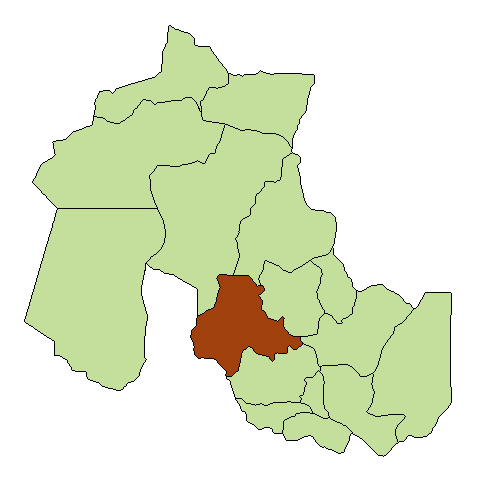

通巴亞（西班牙語：Tumbaya），是阿根廷的城鎮，位於該國西北部胡胡伊省，是通巴亞縣的首府，距離聖薩爾瓦多-德胡胡伊45公里，海拔高度2,099米，該地區的地震活動頻繁和低強度，2001年人口321。
23°51′S 65°28′W / 23.850°S 65.467°W